# Championnats du monde de patinage artistique 1998
Navigation
Mondiaux 1997 Mondiaux 1999
Les championnats du monde de patinage artistique 1998 ont lieu du 29 mars au 5 avril 1998 au Target Center de Minneapolis aux États-Unis.

## Qualifications
Les patineurs sont éligibles à l'épreuve s'ils représentent une nation membre de l'Union internationale de patinage (International Skating Union en anglais) et s'ils ont atteint l'âge de 15 ans avant le 1er juillet 1997. Les fédérations nationales sélectionnent leurs patineurs en fonction de leurs propres critères.
Sur la base des résultats des championnats du monde 1997, l'Union internationale de patinage autorise chaque pays à avoir de une à trois inscriptions par discipline.
| Entrées                                                    | Messieurs                           | Dames                              | Couples                     | Danse sur glace                           |
| ---------------------------------------------------------- | ----------------------------------- | ---------------------------------- | --------------------------- | ----------------------------------------- |
| 3                                                          | Canada Russie États-Unis            | France Russie États-Unis           | Allemagne Russie États-Unis | France Russie                             |
| 2                                                          | Allemagne Azerbaïdjan Japon Ukraine | Allemagne Autriche Hongrie Ukraine | Canada France Pologne       | Canada Italie Lituanie Ukraine États-Unis |
| Les pays non listés dans ce tableau ont droit à une entrée |                                     |                                    |                             |                                           |

Pour la sixième année, l'Union internationale de patinage impose une ronde des qualifications pour les catégories individuelles masculine et féminine. Les qualifications sont divisées en deux groupes A et B. Pour les mondiaux 1998, le top 15 de chaque groupe accède au programme court, puis le top 24 accède au programme libre. Les scores des qualifications ne comptent pas pour le score final.

## Podiums
| Épreuves                            | Or                                   | Argent                             | Bronze                           |
| ----------------------------------- | ------------------------------------ | ---------------------------------- | -------------------------------- |
| Messieurs résultats détaillés       | Aleksey Yagudin                      | Todd Eldredge                      | Evgeni Plushenko                 |
| Dames résultats détaillés           | Michelle Kwan                        | Irina Sloutskaïa                   | Maria Butyrskaya                 |
| Couples résultats détaillés         | Elena Berejnaïa / Anton Sikharulidze | Jenni Meno / Todd Sand             | Peggy Schwarz / Mirko Müller     |
| Danse sur glace résultats détaillés | Anzhelika Krylova / Oleg Ovsiannikov | Marina Anissina / Gwendal Peizerat | Shae-Lynn Bourne / Victor Kraatz |

## Tableau des médailles
| Rang  | Nation     | Or | Argent | Bronze | Total |
| ----- | ---------- | -- | ------ | ------ | ----- |
| 1     | Russie     | 3  | 1      | 2      | 6     |
| 2     | États-Unis | 1  | 2      | 0      | 3     |
| 3     | France     | 0  | 1      | 0      | 1     |
| 4     | Allemagne  | 0  | 0      | 1      | 1     |
| 4     | Canada     | 0  | 0      | 1      | 1     |
| Total | Total      | 4  | 4      | 4      | 12    |

## Détails des compétitions
Pour la saison 1997/1998, les calculs des points se font selon la méthode suivante :
- chez les Messieurs, les Dames et les Couples artistiques (0.5 point par place pour le programme court, 1 point par place pour le programme libre)
- en danse sur glace (0.4 point par place pour les deux danses imposées, 0.6 point par place pour la danse originale, 1 point par place pour la danse libre)

### Messieurs
| Rang                                        | Nom                    | Nation         | Qualif. A | Qualif. B | Points | Prog. court | Prog. libre |
| ------------------------------------------- | ---------------------- | -------------- | --------- | --------- | ------ | ----------- | ----------- |
| 1                                           | Aleksey Yagudin        | Russie         |           | 2         | 2.5    | 1           | 2           |
| 2                                           | Todd Eldredge          | États-Unis     | 1         |           | 3.0    | 4           | 1           |
| 3                                           | Evgeni Plushenko       | Russie         |           | 1         | 5.0    | 2           | 4           |
| 4                                           | Vyacheslav Zahorodnyuk | Ukraine        | 3         |           | 5.5    | 5           | 3           |
| 5                                           | Andrejs Vlascenko      | Allemagne      |           | 7         | 8.0    | 6           | 5           |
| 6                                           | Michael Weiss          | États-Unis     | 2         |           | 8.5    | 3           | 7           |
| 7                                           | Steven Cousins         | Royaume-Uni    | 7         |           | 9.5    | 7           | 6           |
| 8                                           | Jeffrey Langdon        | Canada         | 5         |           | 12.0   | 8           | 8           |
| 9                                           | Evgeni Pliuta          | Ukraine        |           | 5         | 14.5   | 9           | 10          |
| 10                                          | Szabolcs Vidrai        | Hongrie        |           | 4         | 15.0   | 12          | 9           |
| 11                                          | Takeshi Honda          | Japon          |           | 3         | 16.5   | 11          | 11          |
| 12                                          | Zhengxin Guo           | Chine          |           | 9         | 19.0   | 14          | 12          |
| 13                                          | Michael Tyllesen       | Danemark       | 13        |           | 23.0   | 18          | 14          |
| 14                                          | Roman Skorniakov       | Ouzbékistan    | 6         |           | 23.5   | 21          | 13          |
| 15                                          | Michael Shmerkin       | Israël         | 11        |           | 24.0   | 10          | 19          |
| 16                                          | Laurent Tobel          | France         |           | 11        | 25.5   | 19          | 16          |
| 17                                          | Anthony Liu            | Australie      |           | 12        | 26.0   | 22          | 15          |
| 18                                          | Margus Hernits         | Estonie        | 12        |           | 26.5   | 17          | 18          |
| 19                                          | Markus Leminen         | Finlande       |           | 13        | 26.5   | 13          | 20          |
| 20                                          | Patrick Meier          | Suisse         |           | 6         | 28.5   | 23          | 17          |
| 21                                          | Ivan Dinev             | Bulgarie       | 4         |           | 28.5   | 15          | 21          |
| 22                                          | Robert Grzegorczyk     | Pologne        | 10        |           | 31.0   | 16          | 23          |
| 23                                          | Sven Meyer             | Allemagne      |           | 10        | 34.0   | 24          | 22          |
| 24                                          | Gilberto Viadana       | Italie         |           | 8         | 34.0   | 20          | 24          |
| Patineurs éliminés après le programme court |                        |                |           |           |        |             |             |
| 25                                          | Patrick Schmit         | Luxembourg     | 14        |           |        | 25          | NC          |
| 26                                          | Yamato Tamura          | Japon          | 9         |           |        | 26          | NC          |
| 27                                          | Sergejs Telenkov       | Lettonie       |           | 15        |        | 27          | NC          |
| 28                                          | Vakhtang Murvanidze    | Géorgie        | 15        |           |        | 28          | NC          |
| 29                                          | Emanuel Sandhu         | Canada         | 8         |           |        | 29          | NC          |
| 30                                          | Lee Kyu-hyun           | Corée du Sud   |           | 14        |        | 30          | NC          |
| Patineurs éliminés après les qualifications |                        |                |           |           |        |             |             |
| 31                                          | Gheorghe Chiper        | Roumanie       | 16        |           |        | NC          | NC          |
| 31                                          | David Liu              | Taipei chinois |           | 16        |        | NC          | NC          |
| 33                                          | Juraj Sviatko          | Slovaquie      | 17        |           |        | NC          | NC          |
| 33                                          | Daniel Peinado         | Espagne        |           | 17        |        | NC          | NC          |
| 35                                          | Panagiotis Markouizo   | Grèce          | 18        |           |        | NC          | NC          |
| 35                                          | Riccardo Olavarrieta   | Mexique        |           | 18        |        | NC          | NC          |

### Dames
| Rang                                          | Nom                    | Nation         | Qualif. A | Qualif. B | Points | Prog. court | Prog. libre |
| --------------------------------------------- | ---------------------- | -------------- | --------- | --------- | ------ | ----------- | ----------- |
| 1                                             | Michelle Kwan          | États-Unis     | 1         |           | 1.5    | 1           | 1           |
| 2                                             | Irina Sloutskaïa       | Russie         | 2         |           | 4.0    | 4           | 2           |
| 3                                             | Maria Butyrskaya       | Russie         |           | 1         | 5.5    | 5           | 3           |
| 4                                             | Laëtitia Hubert        | France         | 8         |           | 5.5    | 3           | 4           |
| 5                                             | Anna Rechnio           | Pologne        |           | 2         | 6.0    | 2           | 5           |
| 6                                             | Tonia Kwiatkowski      | États-Unis     | 4         |           | 10.0   | 8           | 6           |
| 7                                             | Elena Liashenko        | Ukraine        |           | 3         | 10.0   | 6           | 7           |
| 8                                             | Ielena Sokolova        | Russie         | 3         |           | 14.5   | 13          | 8           |
| 9                                             | Tanja Szewczenko       | Allemagne      |           | 6         | 15.0   | 10          | 10          |
| 10                                            | Diána Póth             | Hongrie        |           | 8         | 16.5   | 15          | 9           |
| 11                                            | Julia Vorobieva        | Azerbaïdjan    | 5         |           | 16.5   | 11          | 11          |
| 12                                            | Yulia Lavrenchuk       | Ukraine        |           | 4         | 19.0   | 12          | 13          |
| 13                                            | Joanne Carter          | Australie      | 6         |           | 20.0   | 16          | 12          |
| 14                                            | Tatiana Malinina       | Ouzbékistan    |           | 5         | 21.5   | 7           | 18          |
| 15                                            | Lenka Kulovaná         | Tchéquie       | 10        |           | 22.5   | 17          | 14          |
| 16                                            | Vanessa Gusmeroli      | France         |           | 7         | 23.5   | 9           | 19          |
| 17                                            | Marie-Pierre Leray     | France         | 14        |           | 25.0   | 18          | 16          |
| 18                                            | Silvia Fontana         | Italie         |           | 9         | 25.5   | 21          | 15          |
| 19                                            | Júlia Sebestyén        | Hongrie        | 9         |           | 27.0   | 20          | 17          |
| 20                                            | Angela Derochie        | Canada         | 11        |           | 29.5   | 19          | 20          |
| 21                                            | Zuzana Paurová         | Slovaquie      |           | 11        | 30.0   | 14          | 23          |
| 22                                            | Shizuka Arakawa        | Japon          | 7         |           | 32.0   | 22          | 21          |
| 23                                            | Lucinda Ruh            | Suisse         |           | 10        | 34.0   | 24          | 22          |
| 24                                            | Mojca Kopač            | Slovénie       |           | 12        | 35.5   | 23          | 24          |
| Patineuses éliminées après le programme court |                        |                |           |           |        |             |             |
| 25                                            | Alisa Drei             | Finlande       | 12        |           |        | 25          | NC          |
| 26                                            | Anna Wenzel            | Autriche       |           | 14        |        | 26          | NC          |
| 27                                            | Anna Lundström         | Suède          | 13        |           |        | 27          | NC          |
| 28                                            | Marta Andrade          | Espagne        |           | 13        |        | 28          | NC          |
| 29                                            | Choi Hyung-kyung       | Corée du Sud   | 15        |           |        | 29          | NC          |
| 30                                            | Yankun Du              | Chine          |           | 15        |        | 30          | NC          |
| Patineuses éliminées après les qualifications |                        |                |           |           |        |             |             |
| 31                                            | Ivana Jakupčević       | Croatie        | 16        |           |        | NC          | NC          |
| 31                                            | Olga Vassiljeva        | Estonie        |           | 16        |        | NC          | NC          |
| 33                                            | Shirene Human          | Afrique du Sud | 17        |           |        | NC          | NC          |
| 33                                            | Valeria Trifancova     | Lettonie       |           | 17        |        | NC          | NC          |
| 35                                            | Lauryna Slavinskaite   | Lituanie       | 18        |           |        | NC          | NC          |
| 35                                            | Helena Pajović         | RF Yougoslavie |           | 18        |        | NC          | NC          |
| 37                                            | Anna Chatziathanassiou | Grèce          | 19        |           |        | NC          | NC          |
| 37                                            | Roxana Luca            | Roumanie       |           | 19        |        | NC          | NC          |
| 39                                            | Rocia Salas            | Mexique        |           | 20        |        | NC          | NC          |
| Forfait                                       | Kaja Hanevold          | Norvège        | NC        | NC        |        | NC          | NC          |

### Couples
| Rang    | Nom                                     | Nation      | Points | Prog. court | Prog. libre |
| ------- | --------------------------------------- | ----------- | ------ | ----------- | ----------- |
| 1       | Elena Berejnaïa / Anton Sikharulidze    | Russie      | 2.0    | 2           | 1           |
| 2       | Jenni Meno / Todd Sand                  | États-Unis  | 2.5    | 1           | 2           |
| 3       | Peggy Schwarz / Mirko Müller            | Allemagne   | 4.5    | 3           | 3           |
| 4       | Shen Xue / Zhao Hongbo                  | Chine       | 7.0    | 6           | 4           |
| 5       | Dorota Zagórska / Mariusz Siudek        | Pologne     | 8.0    | 4           | 6           |
| 6       | Marina Eltsova / Andrei Bushkov         | Russie      | 8.5    | 7           | 5           |
| 7       | Kristy Sargeant / Kris Wirtz            | Canada      | 9.5    | 5           | 7           |
| 8       | Sarah Abitbol / Stéphane Bernadis       | France      | 12.0   | 8           | 8           |
| 9       | Marie-Claude Savard-Gagnon / Luc Bradet | Canada      | 15.0   | 12          | 9           |
| 10      | Shelby Lyons / Brian Wells              | États-Unis  | 15.0   | 10          | 10          |
| 11      | Marina Khalturina / Andrei Kriukov      | Kazakhstan  | 15.5   | 9           | 11          |
| 12      | Evgenia Filonenko / Igor Marchenko      | Ukraine     | 17.5   | 11          | 12          |
| 13      | Marsha Poluliaschenko / Andrew Seabrook | Royaume-Uni | 20.5   | 15          | 13          |
| 14      | Kateřina Beránková / Otto Dlabola       | Tchéquie    | 20.5   | 13          | 14          |
| 15      | Danielle McGrath / Stephen Carr         | Australie   | 22.0   | 14          | 15          |
| 16      | Elaine Asanakis / Alcuin Schulten       | Grèce       | 24.0   | 16          | 16          |
| 17      | Inga Rodionova / Alexander Anichenko    | Azerbaïdjan | 26.0   | 18          | 17          |
| 18      | Oľga Beständigová / Jozef Beständig     | Slovaquie   | 26.5   | 17          | 18          |
| 19      | Jelena Sirokhvatova / Juri Salmanov     | Lettonie    | 29.0   | 20          | 19          |
| 20      | Jekaterina Nekrassova / Valdis Mintals  | Estonie     | 29.5   | 19          | 20          |
| Forfait | Oksana Kazakova / Artur Dmitriev        | Russie      |        | NC          | NC          |

### Danse sur glace
| Rang                                               | Nom                                       | Nation      | Points | Danse imposée 1 | Danse imposée 2 | Danse originale | Danse libre |
| -------------------------------------------------- | ----------------------------------------- | ----------- | ------ | --------------- | --------------- | --------------- | ----------- |
| 1                                                  | Anzhelika Krylova / Oleg Ovsiannikov      | Russie      | 2.0    | 1               | 1               | 1               | 1           |
| 2                                                  | Marina Anissina / Gwendal Peizerat        | France      | 4.2    | 3               | 2               | 2               | 2           |
| 3                                                  | Shae-Lynn Bourne / Victor Kraatz          | Canada      | 5.8    | 2               | 3               | 3               | 3           |
| 4                                                  | Irina Lobatcheva / Ilia Averboukh         | Russie      | 8.0    | 4               | 4               | 4               | 4           |
| 5                                                  | Barbara Fusar-Poli / Maurizio Margaglio   | Italie      | 10.4   | 6               | 6               | 5               | 5           |
| 6                                                  | Elizabeth Punsalan / Jerod Swallow        | États-Unis  | 11.6   | 5               | 5               | 6               | 6           |
| 7                                                  | Irina Romanova / Igor Yaroshenko          | Ukraine     | 14.6   | 9               | 8               | 7               | 7           |
| 8                                                  | Margarita Drobiazko / Povilas Vanagas     | Lituanie    | 15.6   | 7               | 7               | 8               | 8           |
| 9                                                  | Kati Winkler / René Lohse                 | Allemagne   | 17.8   | 8               | 9               | 9               | 9           |
| 10                                                 | Tatiana Navka / Nikolai Morozov           | Biélorussie | 20.6   | 11              | 12              | 10              | 10          |
| 11                                                 | Sylwia Nowak / Sebastian Kolasinski       | Pologne     | 21.6   | 10              | 10              | 11              | 11          |
| 12                                                 | Kateřina Mrázová / Martin Šimeček         | Tchéquie    | 23.8   | 12              | 11              | 12              | 12          |
| 13                                                 | Olena Hrushyna / Ruslan Honcharov         | Ukraine     | 26.0   | 13              | 13              | 13              | 13          |
| 14                                                 | Galit Chait / Sergei Sakhnovski           | Israël      | 29.2   | 16              | 15              | 15              | 14          |
| 15                                                 | Anna Semenovich / Vladimir Fedorov        | Russie      | 29.2   | 15              | 14              | 14              | 15          |
| 16                                                 | Diane Gerencser / Pasquale Camerlengo     | Italie      | 31.6   | 14              | 16              | 16              | 16          |
| 17                                                 | Albena Denkova / Maxim Staviski           | Bulgarie    | 34.0   | 17              | 17              | 17              | 17          |
| 18                                                 | Isabelle Delobel / Olivier Schoenfelder   | France      | 36.4   | 19              | 19              | 18              | 18          |
| 19                                                 | Chantal Lefebvre / Michel Brunet          | Canada      | 37.6   | 18              | 18              | 19              | 19          |
| 20                                                 | Zuzana Merzova / Tomas Morbacher          | Slovaquie   | 40.8   | 21              | 20              | 21              | 20          |
| 21                                                 | Angelika Füring / Bruno Ellinger          | Autriche    | 43.2   | 22              | 23              | 22              | 21          |
| 22                                                 | Elizaveta Stekolnikova / Dmitri Kazarlyga | Kazakhstan  | 44.2   | 20              | 21              | 20              | 24          |
| 23                                                 | Charlotte Clements / Gary Shortland       | Royaume-Uni | 45.6   | 24              | 25              | 23              | 22          |
| 24                                                 | Dominique Deniaud / Martial Jaffredo      | France      | 46.4   | 23              | 22              | 24              | 23          |
| Couples de danse éliminés après la danse originale |                                           |             |        |                 |                 |                 |             |
| 25                                                 | Jessica Joseph / Charles Butler           | États-Unis  |        | 26              | 24              | 25              | NC          |
| 26                                                 | Eliane Hugentobler / Daniel Hugentobler   | Suisse      |        | 28              | 28              | 26              | NC          |
| 27                                                 | Ksenia Smetanenko / Samvel Gezalian       | Arménie     |        | 27              | 26              | 27              | NC          |
| 28                                                 | Aya Kawai / Hiroshi Tanaka                | Japon       |        | 25              | 27              | 28              | NC          |
| 29                                                 | Kornélia Bárány / András Rosnik           | Hongrie     |        | 29              | 29              | 29              | NC          |
| 30                                                 | Margarita Fourer / Timothy Heinecke       | Australie   |        | 30              | 30              | 30              | NC          |